# Adelokarijum
Adelokarijum (lat. Adelocaryum), rod dvogodišnjeg raslinja ili trajnica iz porodice Boraginaceae. Poistoji nekoliko vrsta koje rastu po Himalajama, Indiji i Omanu.

## Vrste
1. Adelocaryum coelestinum (Lindl.) Brand
2. Adelocaryum flexuosum Brand
3. Adelocaryum lambertianum (C.B.Clarke) R.R.Mill
4. Adelocaryum malabaricum (C.B.Clarke) Brand
5. Adelocaryum nebulicola R.R.Mill

## Vanjske poveznice
|  | Zajednički poslužitelj ima još gradiva o temi Adelocaryum |
|  | Wikivrste imaju podatke o taksonu Adelocaryum             |